# Éléonore Duplay
Pour les articles homonymes, voir Duplay.
Marie-Éléonore Duplay, dite Cornélie ou la Veuve Robespierre, née en 1768 et décédée à Paris le 26 juillet 1832, est la fille de Maurice Duplay et de Françoise-Éléonore Vaugeois, qui accueillirent Maximilien de Robespierre chez eux 366, rue Saint-Honoré, de 1791 à sa mort en 1794.

## Biographie
Sa vie est peu connue. Elle avait un caractère droit et fier (d'où son surnom de Cornélie en référence à la mère des Gracques). Elle étudiait la peinture sous Jean-Baptiste Regnault et son épouse Sophie Regnault, et elle se révélait assez douée mais n'ambitionnait pas d'en faire son métier.
Selon la légende de la famille Duplay, Éléonore serait devenue la fiancée de l'Incorruptible pendant son séjour dans sa famille.
À ce sujet, plusieurs opinions s'opposent. À en croire sa sœur Élisabeth, elle était « promise » à Maximilien de Robespierre, qui aurait dit à son sujet : « Âme virile, elle saurait mourir comme elle sait aimer ». Un juré au tribunal révolutionnaire, Joachim Vilate, explique dans un pamphlet thermidorien qu'Éléonore « passait pour sa femme et avait une sorte d'empire sur lui. » tandis que Joseph Souberbielle raconte qu'« on répète dans toutes les histoires qu’il était l’amant de la fille Duplay. Comme commensal habituel de cette maison, dont j’étais le médecin, je fais le serment que c’est une calomnie. Ils s’aimaient beaucoup, leur mariage était arrêté ; mais il ne s’est rien passé entre eux qui pût faire rougir une vierge. Sans affectation et sans pruderie, Robespierre évitait, arrêtait même, les conversations libres. Ses mœurs étaient pures. » A contrario, le conventionnel Monnel écrit dans ses papiers, arrangés et publiés sous le titre de Mémoires d'un prêtre régicide: « On a répandu que cette fille [Éléonore] avait été la maîtresse de Robespierre. Je crois pouvoir affirmer qu’elle était sa femme ; d’après le témoignage d’un de mes collègues, que Saint-Just était instruit de ce mariage secret, auquel il avait assisté. »
La sœur de Robespierre, Charlotte, rejette ces affirmations. Elle écrit d'ailleurs dans ses Mémoires : « Accablé d'affaires et de travaux comme il [Maximilien de Robespierre] l'était, entièrement absorbé par ses fonctions de membre de Comité de salut public, mon frère aîné pouvait-il s'occuper d'amour et de mariage ? Y avait-il place dans son cœur pour de pareilles futilités lorsque son cœur était rempli tout entier de l'amour de la patrie, lorsque tous ses sentiments, toutes ses pensées étaient concentrées dans un seul sentiment, dans une seule pensée, le bonheur du peuple ; lorsque sans cesse assailli d'ennemis personnels, sa vie était un perpétuel combat ? Non, mon frère aîné n'a pas pu s'amuser à faire le Céladon avec Éléonore Duplay. On peut juger s'il était disposé à s'unir à la fille aînée de Mme Duplay par un mot que je l'ai entendu dire à Augustin : "Tu devrais épouser Éléonore. - Ma foi, non." répondit mon jeune frère. » ou, plus clairement, « D'ailleurs, je puis l'attester, il me l'a dit vingt fois, il ne ressentait rien pour Eléonore ; les obsessions, les importunités de sa famille étaient plus propres à l'en dégoûter qu'à la lui faire aimer. »
Un pamphlet publié après Thermidor signé de Merlin de Thionville mais rédigé par Roederer, sans citer Éléonore en particulier, rapporte : « Il est faux qu'il [Robespierre] ait eu l'honneur d'aimer les femmes, au contraire, il leur a fait l'honneur de les haïr. » Jules Michelet, dans son Histoire de la Révolution Française, renchérit : « Pour Robespierre, il n'y avait pas à songer à lui donner une maîtresse. » Le conventionnel Marc Antoine Baudot semble aussi abonder dans ce sens : « La famille Duplay rendait une espèce de culte à Robespierre. On a prétendu que ce nouveau Jupiter n'avait pas eu besoin de prendre les métamorphoses du dieu de l'Olympe pour s'humaniser avec la fille aînée de son hôte, appelée Éléonore. Cela est de toute fausseté. Comme toute sa famille, cette jeune fille était fanatique du dieu Robespierre, elle était même plus exaltée à raison de son âge. Mais Robespierre n'aimait point les femmes, il était absorbé dans son illumination politique ». Il ajoute pourtant en note qu'« Il y a quelque raison de croire qu'il songeait à l'épouser. »
Les plans de la maison de la famille Duplay, publiés par Victorien Sardou, prouvent que l'Incorruptible n'aurait pu rejoindre Éléonore dans sa chambre sans traverser celle de ses parents. Guy Breton constate cependant la « faiblesse » de cette défense de la chasteté de leurs relations : « [On prétend] que les relations entre Maximilien et Eléonore étaient impossibles à cause de la disposition des pièces dans l’appartement des Duplay. En effet, il fallait traverser la chambre des parents pour aller de la chambre de la jeune fille à celle de Robespierre.
Il faut n’avoir jamais été amoureux pour croire que deux jeunes gens puissent être arrêtés par un tel obstacle… »
On la laissa en liberté après le 9-Thermidor an II (27 juillet 1794). Mais elle alla volontairement s'enfermer avec Élisabeth (qui avait épousé en 1793 l'un des collègues et amis de Robespierre, Philippe Le Bas), qui avait été traînée en prison avec son bébé âgé de six semaines. « Oh ! je ne t'oublierai pas de ma vie, écrivit par la suite Élisabeth Le Bas dans ses Mémoires, car sans toi j'aurais succombé ; mais par ton courage, tu as ranimé mes forces et tu m'a appris que j'avais une grande tâche à remplir que j'avais un fils, qu'il fallait vivre pour lui. »
Elle est enterrée au cimetière du Père Lachaise (Division 34: entrée Rue de Bagnolet).

## Cinéma et télévision
- 1964 : La Terreur et la Vertu : Danton - Robespierre de Stellio Lorenzi ; rôle joué par Rosita Fernández.
- 1983 : Danton d'Andrzej Wajda ; rôle joué par Anne Alvaro.